# Apparat
Са́ша Ринг (нем. Sascha Ring), более известный как Apparat [Аппара́т] — немецкий музыкант.
Проживает в Берлине. Начиная с танцевального техно, позже Саша стал создавать эмбиент музыку, больше внимания стало уделяться мелодии, а не ритму. Последние музыкальные произведения больше похожи на глитч или IDM, сопровождающиеся классическими музыкальными инструментами и другими оригинальными звуками. На сайте музыканта представлены несколько Max/MSP патчей, используемых Сашей Рингом.
В 2004 выступал на радиосессии Джона Пила на Би-би-си.
Сотрудничал с Эллен Аллиен, в 2003 записав альбом Berlinette, и в 2006 Orchestra of Bubbles.

## Дискография

### Альбомы
- Multifunktionsebene (2001, shitkatapult)
- Duplex (2003, shitkatapult)
- Orchestra of Bubbles (2006, shitkatapult)
- Walls (2007, shitkatapult)
- The Devil’s Walk (2011, Mute Records)
- Krieg und Frieden (Music for Theatre) (2013, Mute Records)
- LP5 (2019, Mute Records)

### Синглы и мини-альбомы
- Algorhythm (2001, jetlag09)
- Tttrial and Eror (2002, shitkatapult)
- Koax remixes (2003, bpitchcontrol)
- Duplex remixes (2004, shitkatapult)
- Shapemodes (2004, neoouija)
- Cant Computerize It (2004, bpitchcontrol)
- Silizium (2005, shitkatapult)
- Berlin.Montreal.Telaviv live (2006, shitkatapult)
- Krieg Und Frieden (2013)